# Welcome to Chippendales
Welcome to Chippendales (prt: Bem-Vindos ao Chippendales: Clube da Sedução; bra: Bem-Vindos ao Clube da Sedução) é uma minissérie de drama biográfico americana criada por Robert Siegel inspirado no livro Deadly Dance: The Chippendales Murders de K. Scot Macdonald e Patrick MontesDeOca. É estrelada por Kumail Nanjiani como Somen 'Steve' Banerjee, o fundador da Chippendales. A série estreou em 22 de novembro de 2022 no Hulu.

## Premissa
Esta série de true crime explora o glamouroso surgimento e o colapso devastador do primeiro grande e notório clube de strip-tease masculino da costa oeste, Chippendales, nas décadas de 1980 e 1990, bem como a transformação de seu proprietário e fundador Somen "Steve" Banerjee de empresário de sucesso em cúmplice de assassinato no espaço de dez anos.

## Elenco e personagens

### Principal
- Kumail Nanjiani como Somen 'Steve' Banerjee
- Murray Bartlett como Nick De Noia
- Annaleigh Ashford como Irene
- Juliette Lewis como Denise

### Recorrente
- Quentin Plair como Otis
- Andrew Rannells
- Robin de Jesús como Ray Colon
- Spencer Boldman como Lance McCrae

### Convidados
- Nicola Peltz como Dorothy Stratten
- Dan Stevens como Paul Snider

## Episódios
| N.º | Título                                                                | Dirigido por          | Roteiro por                  | Lançamento             |
| --- | --------------------------------------------------------------------- | --------------------- | ---------------------------- | ---------------------- |
| 1   | "An Elegant, Exclusive Atmosphere" "Um Ambiente Elegante e Exclusivo" | Matt Shakman          | Robert Siegel                | 22 de novembro de 2022 |
| 2   | "Four Geniuses" "Quatro Gênios"                                       | Matt Shakman          | Robert Siegel                | 22 de novembro de 2022 |
| 3   | "Velveeta"                                                            | Gwyneth Horder-Payton | Rajiv Joseph                 | 29 de novembro de 2022 |
| 4   | "Just Business" "Apenas Negócios"                                     | Gwyneth Horder-Payton | Annie Julia Wyman            | 6 de dezembro de 2022  |
| 5   | "Leeches" "Sanguessugas"                                              | Nisha Ganatra         | Jacqui Rivera                | 13 de dezembro de 2022 |
| 6   | "February 31st" "31 de Fevereiro"                                     | Nisha Ganatra         | Annie Julia Wyman            | 20 de dezembro de 2022 |
| 7   | "Paper Is Paper" "Papel é Papel"                                      | Richard Shepard       | Jenni Konner                 | 27 de dezembro de 2022 |
| 8   | "Switzerland" "Suíça"                                                 | Richard Shephard      | Rajiv Joseph & Robert Siegel | 3 de janeiro de 2023   |

## Produção

### Desenvolvimento
Em maio de 2021, foi anunciado que o Hulu havia dado à série um pedido direto para a série, com Robert Siegel, Rajiv Joseph e Mehar Sethi servindo como escritores. Em outubro de 2021, foi anunciado que Ramin Bahrani dirigiria e produziria a série, com Jenni Konner se juntando como produtora executiva. Em fevereiro de 2022, foi anunciado que Matt Shakman substituiria Bahrani como diretor e produtor executivo.

### Seleção de elenco
Após o anúncio inicial, Kumail Nanjiani foi anunciado para estrelar a série. Em janeiro de 2022, Murray Bartlett e Annaleigh Ashford se juntaram ao elenco da série. Em fevereiro, Dan Stevens foi anunciado como outro personagem regular da série, com Quentin Plair e Andrew Rannells em uma capacidade recorrente, e Nicola Peltz como estrela convidada. Em março, Robin de Jesús e Juliette Lewis se juntaram ao elenco em papéis recorrentes e regulares na série, respectivamente. Em abril, Spencer Boldman se juntou ao elenco em uma capacidade recorrente.

### Filmagens
A fotografia principal começou em março de 2022, com a produção brevemente pausada devido a um teste positivo para COVID-19.

## Lançamento
A série foi lançada em 22 de novembro de 2022 no Hulu. Internacionalmente, Welcome to Chippendales estreou no Disney+ por meio do hub Star, no Star+ na América Latina e no Disney+ Hotstar no mesmo dia. A série estreou no Disney+ na África Subsaariana em 11 de janeiro de 2023.

## Recepção
O site agregador de críticas Rotten Tomatoes relatou um índice de aprovação de 76% com uma classificação média de 7.5/10, com base em 29 críticas. O consenso dos críticos do site diz: "Abençoado com uma história verdadeira sinuosa que precisa de pouco embelezamento para intrigar, Welcome to Chippendales detalha a batalha por um império bovino com verve estilística." O Metacritic, que usa uma média ponderada, atribuiu uma pontuação de 69 de 100 com base em 17 críticos, indicando "críticas geralmente favoráveis".